# Wulgenbroeken

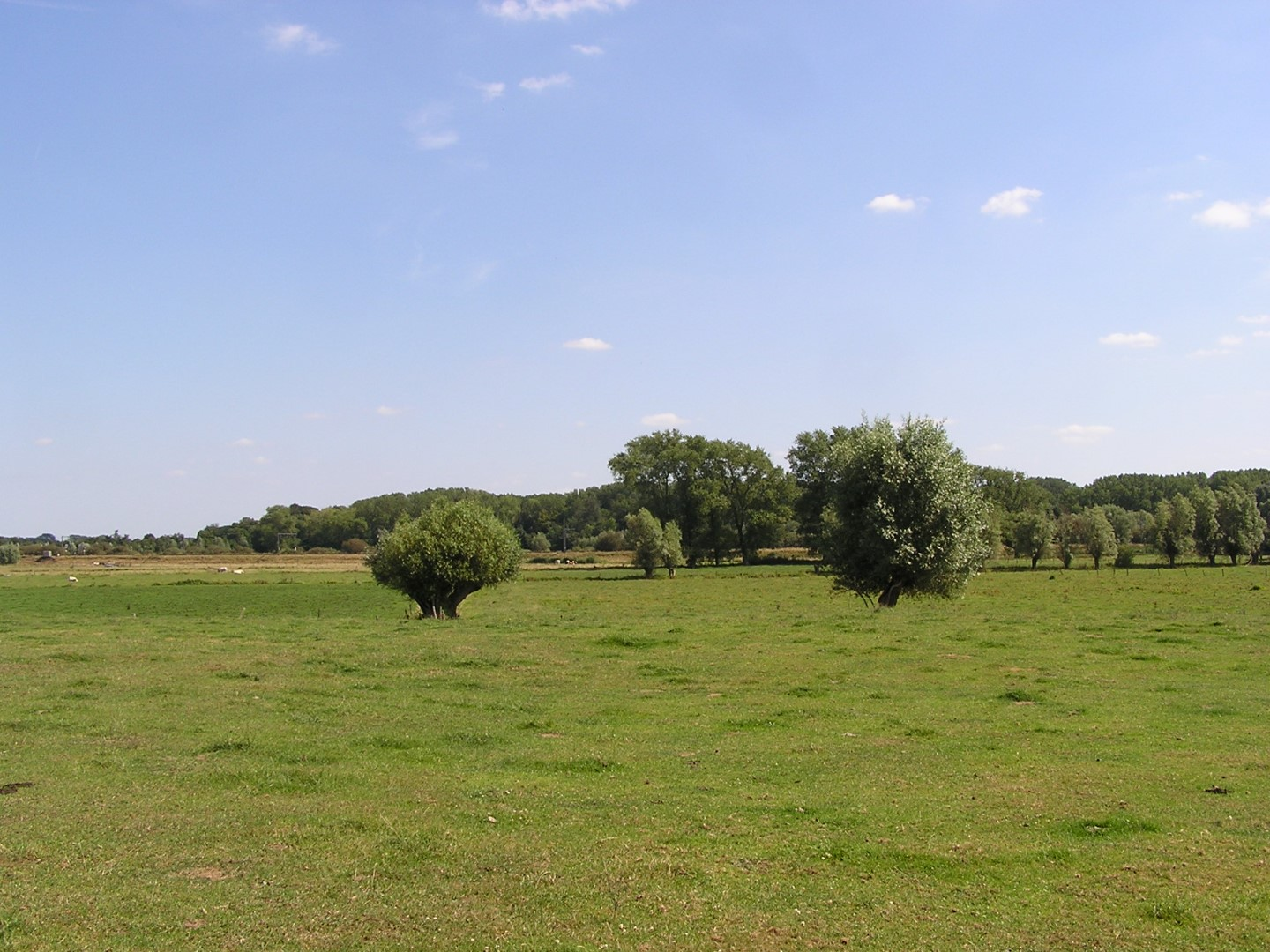
Wulgenbroeken

Wulgenbroeken is een natuurgebied tussen de plaatsen Brugge en Oostkamp in de Belgische provincie West-Vlaanderen. Het ligt tussen Sint-Michiels en spoorlijn L.66. Het bestaat voornamelijk uit natte graslanden.

## Geschiedenis en beheer
Natuurpunt Brugge kocht de eerste percelen weide aan in 2012. In de jaren erna worden nog vele stukken gekocht, waardoor het natuurgebied eind 2018 16,3 ha telt.
Een deel van het gebied wordt begraasd door runderen, de andere percelen worden als natte hooiweiden beheerd door een landbouwer. Ook wordt, in samenspraak met de landbouwer, een nulbemesting toegepast, zodat er een gevarieerde fauna en flora ontstaat. Nu al zijn buizerds en torenvalken er thuis.
Natuurpunt wil het gebied omvormen tot een bloemrijk grasland met potentieel voor amfibieën, libellen en vlinders. Dit wordt gedaan door een gepast maaibeheer en bemestingsstrategie en door waterhuishouding te regelen in een zomer- en winterpeil. Bovendien dient het gebied als waterbuffer voor Sint-Michiels.

## Toegankelijkheid
Het gebied is niet vrij toegankelijk, maar wel te bezichtigen via het fietspad langs de spoorlijn.